# Midi blanc

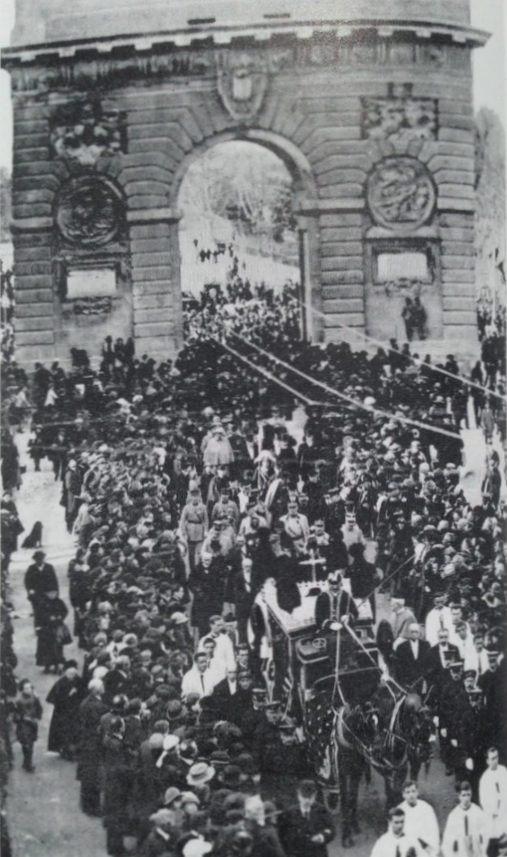
Cortège funèbre du cardinal Anatole de Cabrières.

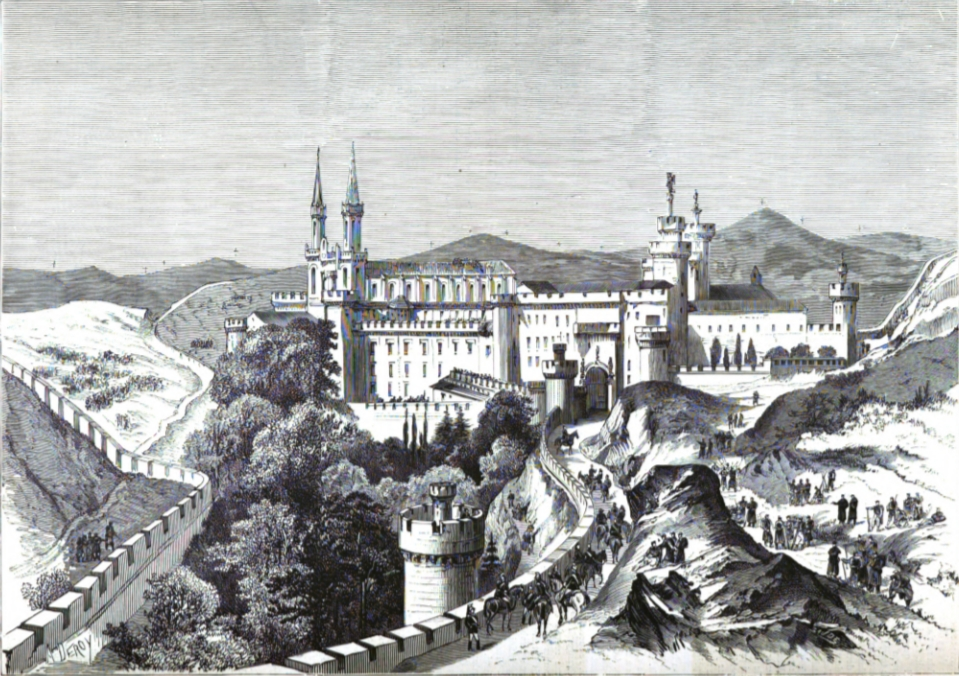
Siège de l'abbaye Saint-Michel de Frigolet, en novembre 1880.

Le « Midi blanc » est un terme historique qui désigne l'attachement au catholicisme et à la royauté française d'une partie importante de la population du Midi de la France. Cette sensibilité politique se manifeste principalement entre la Révolution française et la Seconde Guerre mondiale.
À la suite de l'abdication de Napoléon Ier en 1814, son convoi de Fontainebleau jusqu'à la Méditerranée avant son embarquement pour l'île d'Elbe, passe par des villages du Midi blanc, qui le conspuent. Il risque d'être lynché à Orgon, ce qui l'oblige à se déguiser.
À l'issue des Cent-Jours, des partisans royalistes commettent des violences envers des bonapartistes et des anciens révolutionnaires. Les débordements sont particulièrement spectaculaires dans le Midi, à Nîmes, Marseille, Avignon et Toulouse. A posteriori, en 1830, ces évènements prennent le nom de Terreur blanche de 1815.